# Juan Caldés Lizana
Juan Caldés Lizana (Lluchmayor, Mallorca, 1 de enero de 1921-Madrid, 30 de mayo de 2008) fue un abogado, banquero y profesor universitario español.

## Biografía
Juan Caldés nació en Can Xiqueta, en la calle monasterio de la localidad mallorquina de Lluchmayor, el primer día del año 1921. Era el tercero de cinco hermanos. Su padre tenía una de las primeras fábricas de zapatos del pueblo que trasladó en un primer momento a El Molinar, y posteriormente a Alicante y finalmente a Madrid.
Trasladado a Madrid, junto con su familia, Juan estudió el bachillerato en el Instituto Cervantes, obteniendo el premio extraordinario en el examen de Estado. Concluida la guerra civil española, se licenció en Derecho en la Universidad de Valencia (1944), y se doctoró en la Universidad de Madrid (1945). En Valencia, conoció el Opus Dei, a través de Amadeo de Fuenmayor y Juan Montañés. Solicitó la admisión como supernumerario del Opus Dei, el 15 de julio de 1948.
Aprobó la oposición de oficial letrado del Instituto Social de la Marina (1946) y fundó la Academia Universitaria san Raimundo de Peñafort, abscrita a la Universidad de Madrid, para ayudar a trabajadores a estudiar la carrera de Derecho en horario nocturno. Juan dio clases allí junto con otros docentes, entre los que se encontraban: Enrique Fuentes Quintana ó José Luis Villar Palasí. La academia llegó a ser un centro modelo, e inspiró la creación de centros similares en otras ciudades españolas.
Caldés fundó (1948), junto con el catedrático de Derecho Procesal, Leonardo Prieto Castro, la Escuela de Práctica Jurídica de la Universidad de Madrid. Cincuenta años después, había en España más de setenta escuelas similares. En los años cincuenta desempeñó diversos cargos relacionados con la abogacía, en diversos organismos como: el Consejo General de Abogados, la Mutualidad de Abogados de España, la Confederación de Entidades de Previsión Social de España, entre otras.
En 1958, Mariano Navarro Rubio le propuso entrar en el mundo de la banca. Juan Caldés fue nombrado Subdirector General y director general Financiero del Banco Popular Español (1958-1969). Desde el Ministerio de Hacienda le nombraron director general del Instituto de Cajas de Ahorro - ICA (1968-1971) donde impulsó la obra social especialmente en las Islas Baleares con la creación de residencias para la tercera edad, escuelas de patronato, la edición de Desarrollo económico-social regional (1970) y la creación de nuevas cajas. Tras la disolución del Instituto de Cajas de Ahorro - ICA, fue nombrado director general del Banco de España (1971-1984). Fue miembro del Consejo General de la Abogacía desde 1974.
En Valencia se casó con Consuelo Llopis Martínez, con quien tuvo diez hijos.

## Distinciones
- Hijo predilecto de Lluchmayor (1970).[6]